# Emilie Bieber
Emilie Bieber (Hamburgo, 1810– ibidem, 1884) fue una de las primeras fotógrafas alemanas. Abrió un estudio en 1852 en Hamburgo.
El 16 de septiembre de 1852, Bieber abrió un estudio de daguerrotipos en el número 26 de la Großen Bäckerstraße en Hamburgo cuando la fotografía era practicada casi exclusivamente por hombres. Como resultado, fue una  de las mujeres pioneras que se convertía en fotógrafa profesional en Alemania. Ante los pocos resultados iniciales, y estando a un paso de venderlo, ocurrió un hecho fundamental en su vida: un adivino visualizó su futuro con una idea de "muchos carros esperando a la puerta de su estudio". Tal predicción la animó a convertirse en una retratista de éxito. 
Su reconocimiento público, así como su especialidad en colorear retratos a mano, la llevó a ser nombrada fotógrafa de la corte del Príncipe de Prusia, Federico Carlos, en 1872.
Después de trasladar su estudio al número 20 de Neuer Jungfernstieg transfirió su negocio a su sobrino Leonard Bieber (1841–1931) quién lo dirigió  exitosamente desde 1885, abriendo una nueva sucursal en Berlín durante 1892.